# José Ignacio Bermúdez Vázquez
José Ignacio Bermúdez Vázquez, nació en La Habana, Cuba, el 6 de agosto de 1922.
Desde 1946 hasta 1953 se desempeñó como diseñador gráfico en La Habana. A partir de 1953 fue miembro del Grupo Los Once en esa misma ciudad.

## Exposiciones Personales
A partir de 1953 se presenta en exposiciones personales como, "José Ignacio Bermúdez expone catorce óleos y dibujos" Lyceum, La Habana, CUBA y en Fantasy Gallery, Washington D. C., EE. UU.
Desde 1979 y hasta 1981 se muestra en Exhibición Colección Permanente. Ianuzzi Gallery, Scottsdale, Arizona, EE. UU.

## Exposiciones Colectivas
- En 1949 participó en la muestra colectiva, III Salón Internacional de Arte Fotográfico. Club Fotográfico de Cuba, La Habana.
- En el año 1955 estuvo en la III Bienal do Museu de Arte Moderna de Sâo Paulo. Pabellón de la Pan American Union, Sâo Paulo, BRASIL. * En el año 1957 Participó en la IV Bienal do Museu de Arte Moderna de Sâo Paulo. Parque Ibirapuera, Sâo Paulo, BRASIL.
- En 1958 en la Bicentennial International Exhibition. Contemporary Painting and Sculpture. Carnegie Institute of Pittsburgh, Pennsylvania, EE. UU.
- En el año 1971 participó en la Primera Bienal Americana de Artes Gráficas. Cali, y en 1972 en la III Bienal de Arte Coltejer. Medellín, COLOMBIA.

## Premios
- En 1947 obtuvo el Segundo Premio. Club Fotográfico de Cuba (CFC), La Habana.
- En 1953 fue Cuarto Premio Pintura. VI Salón Nacional de Pintura y Escultura, Salones del Capitolio Nacional, La Habana.
- En 1961 Primer Premio. American Mural Competition, Maryland, EE. UU.

## Obras en Colección
Sus principales colecciones se encuentran expuestas en:
- La Alliance of American Insurers, Chicago, Illinois.
- En Arizona Republic and Gazette, Phoenix, Arizona.
- En Arizona State University, Memorial Union, Tempe, Arizona.
- En el Baltimore Museum of Art, Baltimore, Maryland.
- En el Cincinnati Art Museum, Cincinnati, Ohio, EE. UU.
- Cintas Foundation, Nueva York.
- En el Detroit Art Institute, Detroit, Míchigan.
- En la Fundación Latinoamericana, San Juan, PUERTO RICO.
- En la Galería Nacional de Pintura, La Paz, BOLIVIA.
- En J.B. Speed Art Museum, Louisville, Kentucky.
- En el Museo de Arte Moderno, Cali, COLOMBIA.
- En el Museo de Arte Moderno, Quito, ECUADOR.
- En el Museo de Bellas Artes de Caracas, VENEZUELA.
- En el Museo del Banco Central, Guayaquil, ECUADOR.
- En el Museo Interamericano de Arte Moderno, Cartagena, COLOMBIA.
- En el Museum of Modern Art, Nueva York.
- En la National Collection of Fine Arts, Smithsonian Institute, Washington D. C.
- En la New York University, New York City.
- En el Northwood Institute of Michigan, Northwood, Michigan.
- En el Phelps Dodge Building, Phoenix, Arizona.
- En el Philadelphia Museum of Art, Filadelfia, Pennsylvania.
- En el Phoenix Art Museum, Phoenix, Arizona.
- En el Phoenix International Airport, Terminal 3, Phoenix, Arizona.
- En Ringling Museum of Art, Sarasota, Florida.
- En el Scottsdale Center for the Arts, Scottsdale, Arizona.
- En la The Corcoran Gallery of Art, Washington, D.C
- En The Plaza Club, Phoenix, Arizona.
- En la Tucson Terrace House Complex, Tucson, Arizona, EE. UU.

Murió en Phoenix, Arizona, EE. UU. en enero de 1998.
- Datos: Q5940466